# Prix Paul-Léautaud
Pour les articles homonymes, voir Léautaud et Paul Léautaud.
Le prix Paul-Léautaud est un prix littéraire français créé en 1986 en souvenir de l'écrivain Paul Léautaud.

## Organisation
Son secrétaire général est Jean-Paul Caracalla. En janvier 2000, décède M. Alphonse Boudard, membre du jury. Est-ce pour cette raison, difficile de trouver un lauréat pour l'année 2000.

## Liste des lauréats
- 1999 : Denis Tillinac pour Les Masques de l'éphémère (La Table Ronde)
- 1998 : René Frégni pour Elle danse dans le noir
- 1997 : François Thibaux pour Notre-Dame des ombres (Le Cherche Midi)
- 1996 : Brigitte Bardot pour Initiales BB
- 1995 : José Giovanni pour Il avait dans le cœur des jardins introuvables (Robert Laffont)
- 1994 : Yvan Audouard pour Monsieur Jadis est de retour (La Table Ronde)
- 1993 : Raoul Mille pour Père et Mère
- 1992 : François Broche pour Leon Daudet
- 1991 : Alain Dugrand pour Le 14e zouave
- 1990 : François Cérésa pour La Venus aux fleurs (Robert Laffont)
- 1989 : Claude Arnaud pour Chamfort (Robert Laffont)